# 愛知県道80号東栄稲武線

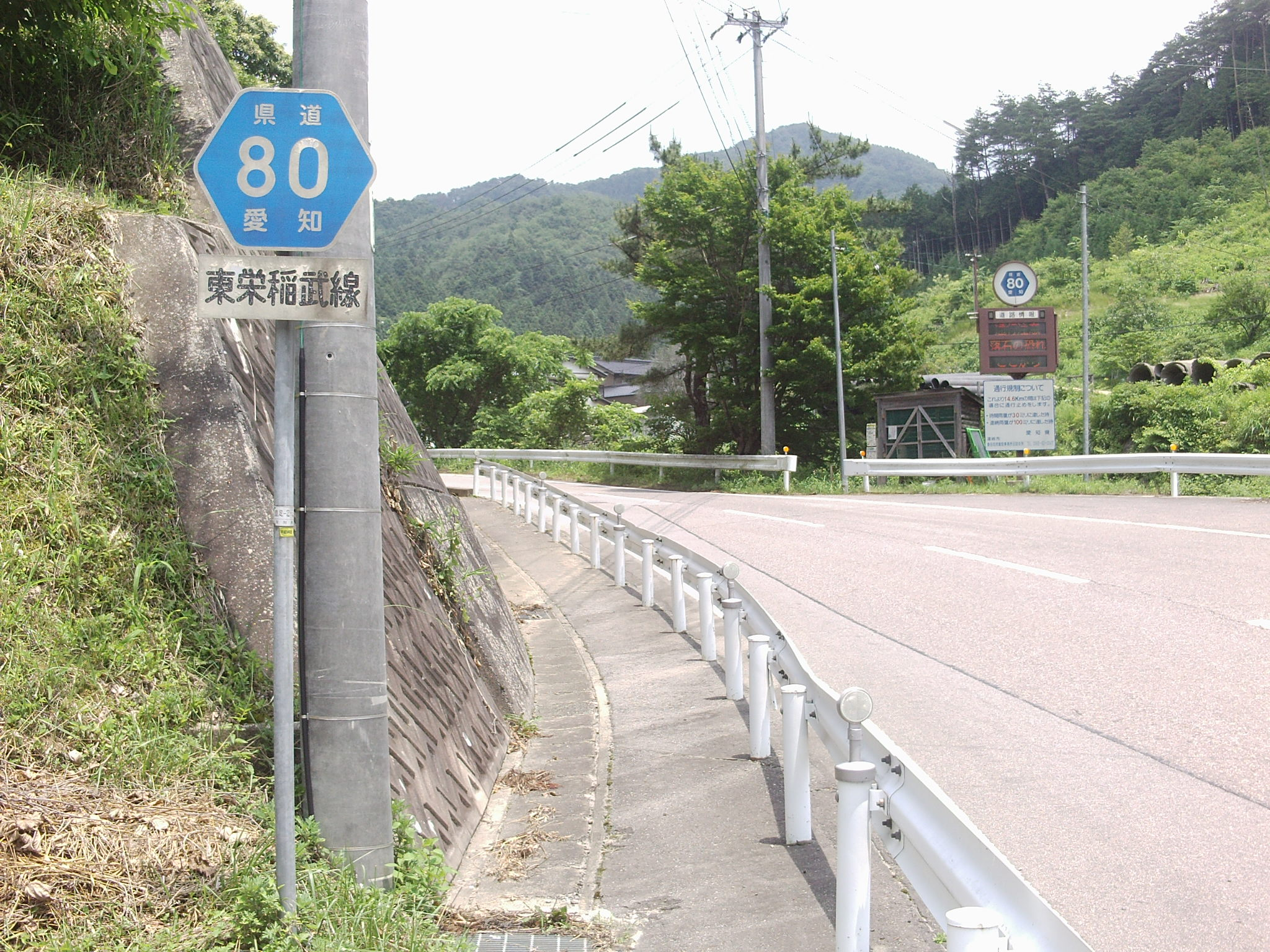
終点。ここから茶臼山高原道路の面ノ木インターチェンジや面ノ木園地へ通じている。名古屋市稲武野外教育センターへもこの道を通る。（豊田市稲武町）

愛知県道80号東栄稲武線（あいちけんどう80ごう とうえいいなぶせん）は、愛知県北設楽郡東栄町から同県豊田市稲武町に至る主要地方道である。

## 概要

### 路線データ
- 起点：愛知県北設楽郡東栄町振草（国道151号交点）
- 終点：愛知県豊田市稲武町横川渡（国道257号交点）

## 沿革
- 1959年（昭和34年）12月15日  - 認定。
- 1983年（昭和58年）2月21日 - 主要地方道へ昇格に伴い447から80へ改番。

## 別名
- 天狗いろは坂

茶臼山高原道路（愛知県道507号茶臼山高原設楽線）の面ノ木IC付近から設楽町側の麓にかけて通称「天狗いろは坂」と呼ばれる九十九折りの峠道の区間がある。樹木に囲まれうっそうとした雰囲気である。栃木県日光市のいろは坂とは異なり一方通行ではないため対向車には十分注意する必要がある。

## 通過する自治体
- 愛知県
  - 北設楽郡
    - 東栄町 - 設楽町

  - 豊田市

## 接続する道路
- 国道151号（別所街道）（北設楽郡東栄町振草）
- 愛知県道428号古真立津具線（北設楽郡設楽町津具見出：427号と重複）
- 愛知県道427号坂宇場津具設楽線（設楽町津具見出で重複）
- 愛知県道・長野県道10号設楽根羽線（伊那街道）（設楽町津具下町で重複）
- 茶臼山高原道路（愛知県道507号茶臼山高原設楽線：面ノ木IC）
- 国道257号（豊田市稲武町横川渡）

## 沿線
- 津具文化資料展示センター
- 設楽町役場津具支所
- 碁盤石山
- 面ノ木峠（標高1109m）
- 名古屋市稲武野外教育センター